# ربات خدمتکار
ربات‌های خدمتکار (انگلیسی: Service robots) اغلب با انجام یک شغل یا کاری که کثیف، کسالت‌بار، نامأنوس، خطرناک یا تکراری و یکنواخت است، به انسان کمک می‌کنند. به‌طور معمول، آنها خودمختار هستند یا توسط سیستم کنترل داخلی، همراه با گزینه‌های دستی لغو عملکرد خودکار، عمل می‌کنند. واژه «ربات خدمتکار» تعریف فنی دقیقی ندارد. سازمان بین‌المللی استانداردسازی یک «ربات خدمتکار» را به عنوان رباتی مشخص کرده‌است «که وظایف سودمندی را برای انسان یا تجهیزات، به جز کاربردهای اتوماسیون صنعتی، انجام دهد».
اولین بازوی ربات صنعتی با نام یونیمیت، توسط جو انگل‌برگر که به «پدر بازوی ربات» شناخته می‌شود، با کمک جرج دوول اختراع گردید.